# Antonio Maria Bononcini
Antonio Maria Bononcini (Modena, 18 giugno 1677 – Modena, 8 luglio 1726) è stato un violoncellista e compositore italiano, fratello minore del più noto Giovanni.
Studiò musica assieme al fratello Giovanni sotto la guida di Giovanni Paolo Colonna a Bologna e nel 1693 scrisse la sua prima composizione, un Laudate pueri e poco dopo 12 sonate per violoncello: l'unico compositore che prima di lui aveva composto delle sonate per violoncello fu Domenico Gabrielli. Nel novembre del 1696 entrò nella Congregazione di Santa Cecilia a Roma e nel 1698 compose la serenata La fama eroica in onore del cardinale veneziano Giorgio Vivente Cornaro, il quale probabilmente lo assunse al suo servizio.
Verso il 1700 Antonio giunse con il fratello a Vienna, dove assieme a Giovanni entrò nell'orchestra della corte imperiale di Vienna e nel 1702 furono Berlino, dove Georg Philipp Telemann ascoltò una loro esecuzione. Tornato a Vienna, Bononcini nel 1705 fu nominato Kapellmeister del futuro Carlo VI e tra quest'anno e il 1711 compose diversi lavori per la corte asburgica: in tutto scrisse 13 cantante, 6 serenate, 4 oratori e un'opera (Tigrame). Con la salita al potere di Carlo IV, i fratelli Bononcini non furono più confermati al servizio della corte viennese e quindi tornarono in Italia.
Nel 1713 tornò nella città natale, dove si sposò con Eleonora Suterin, dalla quale ebbe 5 figli. Concluse la sua carriera di compositore mettendo in scena altre 10 opere per i teatri di Venezia, Roma e di altre città italiane. Nel 1721 diventò maestro di cappella del duca Rinaldo d'Este, carica che tenne sino alla morte.

## Composizioni
Bononcini fu un esponente della scuola bolognese-modenese. Fra le sue opere:
- Tigrane, re d'Armenia (1710)
- I veri amici (1715)
- Il tiranno eroe (1715)
- Sesostri re d'Egitto (1716)
- La conquista del vello d'oro (1717)
- Astianatte (1718)
- Griselda (1718)
- Nino (1720)
- Merope (1721)
- Endimione (1721)
- Rosiclea in Dania (1721)

Scrisse inoltre oratori (Il trionfo della grazia, 1707, La decollazione di San Giovanni Battista, 1709), cantate, una Messa a 5 voci e uno Stabat Mater a 4 voci.